# Zie Ze Vliegen
Zie Ze Vliegen is een Nederlandse comedyserie, met onder anderen Carlo Boszhard, Irene Moors, Chantal Janzen en Gordon. De voice-over wordt gedaan door Vivian Boelen. De serie is een vrijwel exacte kopie van de Britse comedy Come Fly with Me, gemaakt door Matt Lucas en David Walliams. De opnames vonden onder andere plaats op Rotterdam The Hague Airport in de zomermaanden van 2011. De eerste aflevering van Zie Ze Vliegen is uitgezonden op 20 augustus 2011 om 20.00 uur op RTL 4.
Vanaf 1 december 2011 is de serie te koop op dvd. In 2015 werden herhalingen uitgezonden van de serie op RTL 4.

## Plot
Zie Ze Vliegen is een comedy/scripted reality serie die zich afspeelt op een vliegveld. Het draait om personages die daar werken of langskomen. Zij worden in de serie gevolgd alsof het een documentaire is. Het script is volledig overgenomen van Come Fly With Me, gemaakt door Matt Lucas en David Walliams.

## Personages
| Personage           | Beschrijving | Gespeeld door  |
| ------------------- | --- | -------------- |
| Melanie             | Rotterdamse incheckdame van GoedkoopAir. Ze werkt samen met Kelly hard en vol toewijding. Grote en kleine problemen worden allemaal op dezelfde manier behandeld, niet dus. | Carlo Boszhard |
| Jaap                | Is op de luchthaven de paparazzo samen met Tonnie. Hij heeft al heel wat beroemde wereldsterren op de gevoelige plaat vast kunnen leggen. | Carlo Boszhard |
| Hendrik de Bruin    | Hendrik is piloot bij KNL. Omdat Hendrik op woensdag 27 april 2005 uit de bocht vloog met Sandra Scheur, een stewardess, heeft zijn vrouw Jacqueline de nodige maatregelen genomen. Ze is ook piloot geworden om zo een oogje in het zeil te houden. Ze vormen het eerste echte pilotenechtpaar. | Carlo Boszhard |
| Peter de Vries      | Peter is samen met zijn vrouw Irma een echte vakantieganger die altijd boekt bij GoedkoopAir. Helaas wordt het echtpaar regelmatig getroffen door minder prettige ervaringen tijdens hun verblijf in het buitenland.                                                                             | Carlo Boszhard |
| Moses Leidsman      | Moses is consulent van het Reizigersverbond bij de KNL. Hij draagt met de nodige tact en charme zorg voor de businessclass en de VIP-passagiers. Na heel veel vlieguren heeft hij geleerd dat elk probleem opgelost kan worden.                                                                  | Carlo Boszhard |
| Tommie Kroes        | Tommie heeft een droom. Hij wil piloot worden. Hij weet hoe belangrijk het is om ervaring op te bouwen, daarom werkt hij op het vliegveld bij Happy Burger. Je moet toch ergens beginnen. | Carlo Boszhard |
| Omar Baba           | Omar is de eigenaar van een van Nederlands goedkoopste luchtvaartmaatschappijen: GoedkoopAir. Hij heeft er keihard aan gewerkt om zijn maatschappij tot een groot succes te maken. | Carlo Boszhard |
| Petra Kant          | Businessclass stewardess bij de KNL die vies is van economyclass reizigers. | Carlo Boszhard |
| Sjon                | Bagagemedewerker samen met Zwaantje, zijn dochter. Omdat hij in 2003 erg last van zijn rug kreeg, hoeft hij niet meer koffers te sjouwen, dus het enige wat hij doet is koffie drinken en met zijn dochter praten over hoe irritant reizigers tegenwoordig zijn.                                 | Carlo Boszhard |
| Ben de Roo          | Douanier samen met Ria Munster. | Carlo Boszhard |
| Nanako              | Japans tienermeisje dat samen met Asuka op het vliegveld staat te wachten op hun idool Bartho Braat. Ze hebben ook een liedje gemaakt voor Bartho Braat, waar Asuka heel hoog zingt en Nanako een lage mannelijke stem opzet.                                                                    | Carlo Boszhard |
| Priscilla Matras    | Luie Surinaamse koffiedame die iedere keer wel een andere smoes bedenkt om haar Koffiehut op het vliegveld voorgoed te kunnen sluiten. | Carlo Boszhard |
| Bob Krijger         | De douanebeambte die samen met de hond Bobo gaat controleren op bagages met drugs. | Carlo Boszhard |
| Jan                 | Kroegeigenaar zonder stamgasten die samen doet met Sjaan. | Carlo Boszhard |
| Bob                 | Assistent van Korien, hij moet Koriens rolstoel laten duwen. | Carlo Boszhard |
| Kelly               | Rotterdamse incheckdame van GoedkoopAir. Ze werkt samen met Melanie hard en vol toewijding. Grote en kleine problemen worden allemaal op dezelfde manier behandeld - niet dus. | Irene Moors    |
| Tonnie              | Is op de luchthaven de paparazza samen met Jaap. Ze heeft al heel wat beroemde wereldsterren op de gevoelige plaat vast kunnen leggen. | Irene Moors    |
| Jacqueline de Bruin | Jacqueline is copiloot bij de KNL samen met Hendrik. Omdat haar man Hendrik op woensdag 27 april 2005 uit de bocht vloog met Sandra Scheur, een stewardess, heeft ze de nodige maatregelen genomen. Ze is snel ook piloot geworden om zo een oogje in het zeil te houden.                        | Irene Moors    |
| Ingrid Voet         | Ingrid is de Chef Vreemdelingendienst. Aardrijkskunde en landkaarten zijn niet haar sterkste kant maar als het gaat om ongewenste wereldburgers dan staat ze op scherp. | Irene Moors    |
| Elles               | Passagier met een enorme Disney-obsessie. | Irene Moors    |
| Susan Kegel         | Toiletdame die de hele dag door opera zingt. | Irene Moors    |
| Zwaantje            | Bagagemedewerkster samen met Sjon, haar vader. Omdat Sjon in 2003 erg last van zij rug kreeg, hoeft hij niet meer koffers te sjouwen, dus het enige wat hij doet is koffie drinken en met zijn dochter Zwaantje praten over hoe irritant reizigers tegenwoordig zijn.                            | Irene Moors    |
| Ria Munster         | Douanier samen met Ben de Roo. | Irene Moors    |
| Sjaan               | Kroegeigenares zonder stamgasten die samen doet met Jan. | Irene Moors    |
| Irma de Vries       | Irma is samen met haar man Peter een echte vakantieganger die altijd boekt bij GoedkoopAir. Helaas wordt het echtpaar regelmatig getroffen door minder prettige ervaringen tijdens hun verblijf in het buitenland.                                                                               | Chantal Janzen |
| Hetty Wolf          | 92-jarige Duitse passagier die vele wensen heeft omdat ze zogenaamd voor de eerste keer vliegt. Haar zoon is arts die ze gaat bezoeken. Ze koopt ook wodka en sigaretten voor haar kleinzoon, die 12 is.                                                                                         | Chantal Janzen |
| Anja Potsma         | Douanebeambte | Chantal Janzen |
|                     | Solliciteerder | Chantal Janzen |
| Korien              | Passagiersassistente voor mensen met gehandicapten in rolstoelen terwijl ze zelf ook in een rolstoel zit. | Chantal Janzen |
| Samir               | Samir werkt op het vliegveld als een van de grondmedewerkers van GoedkoopAir. Zijn ambities zijn groot. Want Samir is gek van films en het liefst wil hij zijn eigen film regisseren, produceren en natuurlijk ook de hoofdrol erin spelen.                                                      | Gordon         |
| Eugene de Vlaoi     | Eugene werkt als steward bij FlyLimburg en is daar heel trots op. Hij is misschien een beetje over de top. Hij komt uit een grote familie die allemaal bij FlyLimburg werken. Eugene doet er alles aan om de Gouden Trolley voor stewardess van het jaar te winnen.                              | Gordon         |
| Sandra Scheur       | De KNL stewardess waar Hendrik de Bruin op woensdag 27 april 2005 mee vreemdging. | Gordon         |
| Asuka               | Japans tienermeisje dat samen met Nanako op het vliegveld staat te wachten op hun idool Bartho Braat. Ze hebben ook een liedje gemaakt voor Bartho Braat, waar Asuka heel hoog zingt en Nanako een lage mannelijke stem opzet.                                                                   | Gordon         |

## Uitspraken
| Personage | Beschrijving                    | Gespeeld door |
| --------- | ------------------------------- | ------------- |
| Samir     | Jij begrijp?                    | Gordon        |
| Samir     | Ik zeg voor jou.                | Gordon        |
| Moses     | Lekker vliegen.                 | Carlo         |
| Melanie   | Nou hou op schei uit.           | Carlo         |
| Kelly     | Nou ja zeg.                     | Irene         |
| Irma      | Onze vakantie was een ware hel! | Chantal       |

## Gastrollen
| Cast                | Personage                      | Aflevering |
| ------------------- | ------------------------------ | ---------- |
| Kim van Kooten      | Manager Ellen                  | 1 t/m 5    |
| Esmée Denters       | Zichzelf                       | 1          |
| Marleen van der Loo | Moeder met baby                | 1          |
| Loretta Schrijver   | Passagier/zichzelf             | 1          |
| Tijl Beckand        | Jordy (steward bij FlyLimburg) | 2          |
| Bartho Braat        | Zichzelf                       | 2          |
| Glennis Grace       | Zichzelf                       | 2          |
| Astrid Joosten      | Zichzelf                       | 3          |
| Jan Kooijman        | Zichzelf                       | 3          |
| Willeke Alberti     | Zichzelf                       | 4          |
| Céline Purcell      | Vrouw in toilet                | 5          |
| Nina Storms         | Zichzelf                       | 5          |
| Jacques d'Ancona    | Zichzelf                       | 6          |

## Afleveringen
| Nr. | Titel | Kijkcijfers       | Marktaandeel | Uitzenddatum      |  |
| --- | ----- | ----------------- | ------------ | ----------------- |  |
| 1 |       | 1.197.000 kijkers | 25,4%        | 20 augustus 2011  |  |
| De negentigjarige Hetty Wolf neemt haar eerste vlucht met KNL en het pilotenechtpaar Hendrik en Jacqueline proberen hun huwelijk te redden op 35.000 voet boven Zweden. Gastrollen: Marleen van der Loo, Esmée Denters, Loretta Schrijver, Kim van Kooten |       |                   |              |                   |  |
| 2 |       | 1.247.000 kijkers | 22,5%        | 27 augustus 2011  |  |
| GoedkoopAir grondmedewerker Samir komt een Bekende Nederlander tegen en douanebeambten Ben en Ria proberen zoeken uit te zoeken wat te doen met een enorme drugsvangst. Gastrollen: Bartho Braat, Tijl Beckand, Kim van Kooten, Glennis Grace |       |                   |              |                   |  |
| 3 |       | 835.000 kijkers   | 19,0%        | 3 september 2011  |  |
| Een plotselinge storing aan de vleugel zorgt voor vertraging voor GoedkoopAir passagiers die op weg zijn naar Malaga. Melanie en Kelly zijn streng in het naleven van de nieuwe bagageregeling van GoedkoopAir. Gastrollen: Jan Kooijman, Astrid Joosten |       |                   |              |                   |  |
| 4 |       | 835.000 kijkers   | 16,1%        | 10 september 2011 |  |
| De hofdame van prinses Máxima inspecteert de businessclass van het KNL. Ingrid test het personeel door als buitenlander te vermommen. De minnares van Hendrik werkt vandaag op de vlucht naar Barcelona en wordt door Jacqueline via de intercom ontmaskerd. Verder probeert Tommie Kelly te versieren. Gastrollen: Willeke Alberti                             |       |                   |              |                   |  |
| 5 |       | 980.000 kijkers   | 16,2%        | 17 september 2011 |  |
| De papparazi Jaap en Tonnie hebben door Nina Storms ruzie met elkaar, de incheckbaliemanager Ellen gaat met zwangerschapsverlof en Kelly wordt de nieuwe manager, reizigerconsulant Moses helpt een Chinese man die geen Nederlands verstaat en Omar Baba wordt beschuldigd van seksuele imitidaties. Gastrollen: Nina Storms, Céline Purcell                   |       |                   |              |                   |  |
| 6 |       | 1.114.000 kijkers | 19,4%        | 24 september 2011 |  |
| Bij GoedkoopAir wordt er vandaag helemaal gestaakt, Petra Kant moet vandaag werken in de economy class, omdat er geen passagiers zijn in de businessclass, Tommie solliciteert voor een opleiding als piloot, er zijn problemen met rolstoelen verplaatsen en bij Fly Limburg wordt er vandaag de stewardess van het jaar gekozen. Gastrollen: Jacques d'Ancona |       |                   |              |                   |  |
| 7 |       | 1.140.000 kijkers | 21,9%        | 1 oktober 2011    |  |
| The making of van Zie Ze Vliegen en bloopers. |       |                   |              |                   |  |

## Luchtvaartmaatschappijen
- GoedkoopAir, de budgetmaatschappij van eigenaar Omar Baba, die samen met zijn incheckdames Melanie en Kelly op geheel eigen wijze ervoor zorgt dat alles zo goedkoop mogelijk blijft.
- FlyLimburg, de budgetmaatschappij uit het zuiden van Nederland met aan boord steward Eugene, die het zijn passagiers zo comfortabel mogelijk maakt. Zijn doel is het winnen van de prijs 'Stewardess van het jaar'.
- KNL, de luchtvaartmaatschappij met als personeel Moses Leidsman (consulent van het Reizigersverbond), Petra Kant, de snobistische stewardess uit de Businessclass en het pilotenkoppel Jacqueline en Hendrik, die overal samen heen vliegen.

### Artikelen
- Carlo, Irene, Gordon en Chantal in nieuw RTL-satire, Zappen, 20 mei 2011
- Carlo en Irene maken Nederlandse Little Britain, Mediacourant, 21 mei 2011
- Figuratie nieuwe comedy Carlo en Irene, VERS, 24 mei 2011

### Webpagina's
- Dit artikel of een eerdere versie ervan is een (gedeeltelijke) vertaling van het artikel Come Fly with Me op de Engelstalige Wikipedia, dat onder de licentie Creative Commons Naamsvermelding/Gelijk delen valt. Zie de bewerkingsgeschiedenis aldaar.
- Zie Ze Vliegen, officiële Nederlandse RTL website van Zie Ze Vliegen.

Hitbingo (1991 - 1992) · Telekids (1993 - 1999) · Life & Cooking (2000 - 2009) · Carlo & Irene Show (2003) · Jong Geleerd (2007) · Let's Dance (2009) · Carlo & Irene: Life4You (2009 - 2015) · De TV Kantine (2009 - 2021) · Zie Ze Vliegen (2011) · Typisch Carlo & Irene (2014)